# Inverness Caledonian Thistle FC
Az Inverness Caledonian Thistle FC (rövidebben: Inverness CT vagy Caley Thistle) egy labdarúgóklub Skóciában. A jelenleg John Robertson edzette csapat a Skót Championship szerepel, miután 2017-ben kiestek a Skót Premiership. A csapat székhelye Inverness; stadionjuk is itt található, neve Caledonian Stadium.

## Klubtörténelem
Az Inverness Caledonian Thistle FC 1994-ben jött létre, amikor egyesült két helyi csapat, a Caledonian FC és az Inverness Thistle FC. A helyi riválissal, a Ross County-val beneveztek a negyedosztályba, és kerek tíz év alatt felverekedték magukat az élvonalig. A Ross County jelenleg másodosztályú.
Első szezonjukban hatodikak lettek a negyedosztályban, majd két évvel később megnyerték a ligát, és feljutottak a harmadosztályba. Itt két szezont töltöttek el, majd a második helyen végeztek, és feljutottak a másodosztályba.
A 2003–2004-es szezon a klubtörténelem legsikeresebbjei közé tartozik. Először 2003 novemberében 2–0-ra legyőzték (Steve Hislop és David Bingham góljaival) az Airdrie Unitedot, és elhódították a Scottish Challenge Cup-ot. Majd bejutottak a Skót Kupa elődöntőjébe, és csak az 1–1-et követő megismételt meccsen kaptak ki 3–2-re a Dunfermline Athletictől a Hampden Parkban. A szezon utolsó napján aztán Paul Ritchie, David Bingham és Barry Wilson találataival 3–1-re legyőzték a St. Johnstone-t, így a Clyde-ot megelőzve megnyerték a bajnokságot, és kivívták a jogot az első osztályban való indulásra, ám akadt egy bökkenő: az akkori SPL-szabályok kikötötték, hogy csak olyan csapat szerepelhet az első osztályban, amelynek a stadionja legalább 10 000 férőhelyes - márpedig a Caledonian Stadiumre ez nem volt igaz. A klubvezetés tehát dilemma elé került: maradjanak inkább egy ligával lejjebb (mint egy évvel korábban a Falkik, vagy használják az Aberdeen 150 km-re lévő pályáját, hogy mégis feljussanak? Miután a szurkolókkal is tárgyaltak, a vezetők végül úgy döntöttek: megéri a sok utazás ellenére is feljutni. A 2004–2005-ös szezonközben azonban megváltoztatták a szabályokat, így a Caledonian Stadium (egy gyors felújítás után) már alkalmassá vált első osztályú meccsek lebonyolítására. A stadiont átnevezték 'Tulloch Caledonain Stadium' névre a két szektort 47 munkanap alatt kivitelező helyi építő cég után. A csapat első ténylegesen hazai meccsén Barry Wilson és az akkor játékos-edzőként tevékenykedő Craig Brewster góljaival 2–0-ra legyőzte a Dunfermline Athleticet.
A klub első 10 évében összesen 11 alkalommal győzte le különböző kupasorozatokban esélyesebb ellenfeleit (köztük a Motherwellt és a Heartsot), és kiérdemelte az Óriásölő titulust. A legnagyobb győzelmeiket a Celtic ellen aratták: idegenben 3–1-re, majd később 1–0-ra győzték le a glasgow-iakat. Aztán viszont a Caley is feljutott a legjobbak közé, és maga is "óriás" lett...
A klub 1000. gólját 2008. február 9-én szombaton Grant Munro csapatkapitány szerezte a St. Mirren elleni 1–1 alkalmával.

## Játékosok

### Jelenlegi keret
| #  |             | Poszt | Név                                 |
| -- | ----------- | ----- | ----------------------------------- |
| 1  | Skócia      | K     | Greg Kelly                          |
| 2  | Skócia      | V     | Fraser McHugh                       |
| 3  | Skócia      | V     | Dominic Matteo                      |
| 4  | Anglia      | V     | Mark Roberts                        |
| 5  | Skócia      | V     | Chris Scotland                      |
| 6  | Olaszország | KP    | Paolo Vernazza                      |
| 7  | Skócia      | KP    | Danny Ogunmade                      |
| 8  | Skócia      | KP    | Colin Cameron                       |
| 9  | Anglia      | CS    | Matt Jansen                         |
| 10 | Skócia      | CS    | Gary Arbuckle                       |
| 11 | Skócia      | CS    | Steven Ferguson                     |
| 12 | Skócia      | K     | Roddy McKenzie other=csapatkapitány |
| 13 | Skócia      | V     | Kris Brash                          |
| 14 | Skócia      | KP    | Neil Tarrant                        |

| #  |                | Poszt | Név                |
| -- | -------------- | ----- | ------------------ |
| 15 | Írország       | CS    | Anthony O'Shea     |
| 16 | Brazília       | KP    | Taianan            |
| 17 | Anglia         | KP    | Sebastian Ndombe   |
| 18 | Skócia         | V     | Paul Catto         |
| 19 | Anglia         | V     | Craig Hogg         |
| 20 | Skócia         | KP    | Gordon Young       |
| 21 | Wales          | KP    | James Simpson      |
| 22 | Skócia         | CS    | Stephen Crawford   |
| 23 | Skócia         | V     | Graham Aitchison   |
| 24 | Észak-Írország | CS    | Richard McIlvenney |
| 25 | Skócia         | K     | Scott Johnstone    |
| 26 | Skócia         | KP    | Gary Mackay Steven |
| 27 | Skócia         | KP    | John McShane       |

| #  |                | Poszt | Név                        |
| -- | -------------- | ----- | -------------------------- |
| 28 | Anglia         | CS    | Otis Williams              |
| 29 | Wales          | KP    | Matthew Sargent            |
| 30 | Anglia         | K     | Ben Saynor                 |
| 31 | Anglia         | KP    | Danny White                |
| 32 | Anglia         | K     | Liam O’Brien               |
| 33 | Anglia         | K     | Danzelle St.Louis-Hamilton |
| 34 | Észak-Írország | V     | Tony Kane                  |
| 35 | Hollandia      | V     | Bart van Berlo             |
| 36 | Skócia         | V     | Andy Webster               |
| 37 | Skócia         | KP    | Mark Millar                |
| 38 | Olaszország    | KP    | Simone Palermo             |
| 39 | Anglia         | KP    | Wayne Routledge            |
| 40 | Skócia         | CS    | Derek Riordan              |

| #  |        | Poszt | Név             |
| -- | ------ | ----- | --------------- |
| 41 | Skócia | KP    | Nigel Quashie   |
| 42 | Skócia | KP    | David Robertson |
| 43 | Anglia | KP    | Tom Thorley     |
| 44 | Chile  | CS    | Nicolás Canales |
| 45 | Anglia | CS    | Jack Watson     |
| 46 | Skócia | V     | Brian Brown     |
| 47 | Skócia | CS    | John Barr       |
| 48 | Skócia | KP    | Scott Kennedy   |
| 49 | Skócia | CS    | Callum Fraser   |
| 50 | Skócia | CS    | Ian Allan       |

### Kölcsönben más csapatnál
| #  |        | Poszt | Név                                |
| -- | ------ | ----- | ---------------------------------- |
| 21 | Skócia | KP    | Dale Gillespie (Az Elgin City-ben) |

| #  |          | Poszt | Név                              |
| -- | -------- | ----- | -------------------------------- |
| 29 | Írország | K     | Andy McNulty (Az Elgin City-ben) |

### Korábbi és jelenlegi válogatott játékosok
- Richard Hastings
- Brian Kerr
- Marius Niculae
- Nicky Walker
- Thierry Gathuessi
- Duncan Shearer
- Davide Xausa
- Pavels Mihadjuks
- Gary McSwegan

## Menedzserek
- Sergei Baltacha (1994–1995)
- Steve Paterson (1995–2002)
- John Robertson (2002–2004)
- Craig Brewster (2004–2006)
- Charlie Christie (2006–2007)
- Craig Brewster (2007–2009)
- Terry Butcher (2009–)

## Sikerek

### Fontosabb sikerek
- Scottish First Division (1): 2003–2004
- Scottish Third Division (1): 1996–1997
- Scottish Challenge Cup (1): 2003–2004

### Kevésbé jelentős sikerek
- Inverness Cup (7): 1995–96, 1997–98, 1998–99, 1999–00, 2001–02, 2004–05
- North of Scotland Cup (2): 1999–00, 2007–08
- North Caledonian League (2): 1994–95, 1997–98
- Chic Allan Cup (2): 1994–95, 1998–99
- Football Times Cup (1): 1998–99
- PCT Cup (1): 1998–99
- North Cup (1): 1999–2000

## Külső hivatkozások
- Hivatalos honlap
- A BBC honlapján
- 'CaleyThistleOnline' - Szurkolói oldal
- A Soccerbase-en